# Герб Новомалина
Герб Новомалина — офіційний символ села Новомалин, Рівненського району Рівненської області, затверджений 25 грудня 1997 р. рішенням сесії Новомалинської сільської ради. 
Автори — А. Гречило та Ю. Терлецький.

## Опис герба
У синьому полі срібна вежа із золотими дахами, вгорі обабіч по золотій контурній зірці, увінчаній лілією (герб П'ятиріг).

## Значення символів
Нові знаки розкривають історію колишнього містечка. Вежа представляє вцілілу пам'ятку — каплицю Новомалинського замку і свідчить про значення Новомалина як укріпленого поселення. А родовий герб Єло-Малинських П'ятиріг підкреслює роль цієї родини у розбудові містечка та його назву. 
Щит увінчано червоною міською короною, що вказує на село, яке давніше було містечком.